# Adriatic (paquebot de 1872)
Pour les articles homonymes, voir Adriatic.
Le SS Adriatic est un paquebot transatlantique britannique de la White Star Line mis en service en 1872 avec son sister-ship, le Celtic. C'est l'un des deux navires de la White Star Line qui ont porté ce nom, le second ayant été lancé en 1907. L’Adriatic connaît une carrière ponctuée d'incidents avant d'être démoli en 1899

## Histoire

### Construction et mise en service
Les quatre premiers navires de la White Star Line construits sous la direction de Thomas Henry Ismay ayant rencontré un grand succès sur la ligne transatlantique, la compagnie décide immédiatement d'en construire deux de plus. Le second est le Celtic. L’Adriatic est construit dans les chantiers Harland & Wolff de Belfast et lancé le 17 octobre 1871. Pendant le reste de l'année et le début de 1872, le navire est achevé en cale sèche. Durant cette étape, une nouveauté est installée sur le navire. Jusque-là, les cabines des navires étaient éclairées par des lampes à huile, mais les constructeurs décident d'installer des lampes à gaz sur l’Adriatic. Un appareil est ajouté dans la salle des machines dans le but de produire du gaz à partir de charbon, le navire étant le premier à adopter un tel système. Cependant, des fuites de gaz ne pouvant être empêchées, le système est retiré avant la mise en service du navire.
L’Adriatic entame son voyage inaugural le 11 avril 1872 entre Liverpool et New York, sous le commandement du capitaine Sir Digby Murray qui avait commandé l’Oceanic pour son voyage inaugural. L’Adriatic a une configuration similaire aux navires de la classe Oceanic, avec une cheminée et quatre mâts de 45,7 mètres chacun, les trois premiers possédant des traverses. La coque est peinte en noire, et la cheminée est de couleur ocre brun surmontée d'une manchette noire. Le navire est destiné à deux classes de passagers : cabine et entrepont. Étant le plus grand des six navires de la compagnie, l’Adriatic en est le vaisseau amiral jusqu'à l'arrivée du Britannic en 1874.
En mai 1872, un mois après son lancement, l’Adriatic relie sur la ligne transatlantique Queenstown et Sandy Hook en 7 jours, 23 heures et 17 minutes à une vitesse moyenne record de 14,53 nœuds et remporte de fait le Ruban bleu qui appartenait au Scotia de la compagnie rivale Cunard Line depuis 1866.

### Accidents et fin de carrière
L’Adriatic est impliqué dans plusieurs accidents durant sa carrière. Le premier d'entre eux se produit en octobre 1874, lorsque l’Adriatic qui naviguait parallèlement au Parthia de la Cunard, entre en collision avec lui, causant de légers dommages aux deux navires. En mars 1875, l’Adriatic éperonne le navire américain Columbus dans le port de New York, le coulant. En décembre de la même année, dans le canal Saint-Georges, l’Adriatic coule le voilier Harvest Queen dans un accident qui entraîne la perte de tous les passagers du voilier. Le navire coule si vite que l'équipage de l’Adriatic ne peut savoir quel nom il porte; des recherches postérieures permettant d'identifier la victime. Le 19 juillet 1878, l’Adriatic heurte le brick G. A. Pike au large des côtes sud du pays de Galles, tuant cinq membres d'équipage du Pike. La responsabilité en incombe à l’Adriatic qui naviguait trop vite.
En 1884, l’Adriatic subit une refonte durant laquelle 50 cabines de seconde classe sont ajoutées. En 1897, jugé trop vieux pour un service transatlantique régulier, il est consigné à Birkenhead comme navire de réserve. Quand l’Oceanic (deuxième du nom) entre en service en 1899, l’Adriatic est finalement vendu pour être démoli, arrivant à Preston le 12 février.